# 농구대잔치
농구대잔치는 1983년부터 시작된 대한농구협회(KBA) 주관의 농구 대회다. 대회 창설 당시에는 《점보시리즈》라고 불렸으나, 정부의 한글 사용 권장 정책에 따라 1984년부터 지금의 이름으로 불리고 있다.
1997년 프로농구 출범 이전까지 실업, 대학, 국군체육부대 등 성인 농구계 모든 팀들이 참여하는 국내 최대 규모의 농구 대회이자 대표적인 겨울 스포츠 이벤트로 큰 인기를 끌었다.
그러나 프로농구 출범 이후 인기도가 떨어졌으며, 출전 팀도 국군체육부대와 대학, 여자 실업팀, 고교 농구팀 등 아마추어 팀들로 국한하고 있다. 프로농구 리그에 참가하고 있는 프로농구단은 이 대회에 출전하지 않는다.

## 대회 운영 방식
1983년 시즌부터 1992년 대회까지는 4차례에 걸쳐 리그전을 벌였다. 1차 대회부터 3차 대회는 4차 대회(최종 토너먼트전)에 진출할 상위 진출팀을 가리는 대회로 열렸으며, 4차 대회는 1~3차 대회 우수팀이 토너먼트를 통해 챔피언을 결정했고 1987년  3차 대회부터 매 게임마다 양팀 득점을 합쳐 33점째를 넣는 선수에게 '게토레이상'이  부여됐다.
1993년 대회부터는 차수별 리그가 아닌 단일 대회 풀 리그로 대회 규정을 개편했다. 풀 리그 진행에 따라 상위에 랭크된 4팀은 플레이오프에 진출하며, 이후부터는 토너먼트 방식에 따라 챔피언을 결정했다.
프로농구 출범 이전의 각 농구단은 실업팀(상무 포함  또는 대학팀이었으므로 연고지의 개념이 없었다. 때문에 서울은 물론 전국 주요 대도시를 돌며 경기를 펼친 적이 있다. 서울에서는 장충체육관, 잠실학생체육관, 올림픽공원 체조경기장 등지에서 경기를 개최했다.

## 에피소드
- 농구대잔치는 대통령배 배구대회 및 한국배구 슈퍼리그와 더불어 대한민국의 대표적인 겨울 스포츠 이벤트로 큰 인기를 끌었다.
- 농구대잔치는 이충희, 김현준, 유재학, 허재, 강동희, 김유택, 한기범, 문경은, 이상민, 서장훈, 현주엽, 전희철, 김병철, 신기성, 김영만 등의 스타들을 배출했다.
- 농구대잔치 최다 우승 팀은 국군체육부대이다. 국군체육부대는 총 8회에 걸쳐 농구대잔치 종합 우승을 기록했으면, 프로농구 출범 이후 최다 우승 팀은 국군체육부대이다. 국군체육부대는 총 8회에 걸쳐 농구대잔치 우승을 기록했다.
- 프로화 이전의 농구대잔치에서 대학교 농구부가 종합 우승을 차지한 것은 1993~1994시즌 연세대학교가 유일하다.
1993~1994시즌 이전까지 대학 팀 사상 최고 성적은 중앙대학교의 1985~1986시즌과 1986~1987시즌 준우승이었다.

## 90년대 문화적 현상
첫째, 연세대와 고려대 등 대학농구팀들은 수많은 소녀팬들을 몰고 다녔고 아이돌 가수 못지 않은 인기를 누렸다.
둘째, 농구대잔치가 큰인기를 얻자 광풍이라는 표현이 어울릴 정도로 청소년층에서 농구화가 대유행을 했는데 나이키의 에어포스를 시작으로 프로스펙스의 슈퍼볼이 많은 사랑을 받았다.
1991년 발로 벽을 찍고 덩크하는 장면이 나오는 슈퍼볼 TV광고는 엄청난 센세이션을 일으켜 90년대 농구화 대유행의 기폭제가 되었다.
NBA 농구선수 마이클 조던의 시그니처 나이키 에어조던, 찰스 바클리의 착용제품 나이키 에어 포스맥스, 샤킬 오닐의 시그니처 리복 샤크어택은 청소년들에게 선풍적인 인기를 끌었다.
나이키 에어 플라이트, 리복 펌프, 아디다스 엑신, 프로스펙스 헬리우스, 아식스 젤 스카이 라이트, 기아자동차 농구팀이 착용했던 르까프의 터보Z, 이충희가 CF모델을 했던 나이키 에어 발리스틱 포스, 코오롱스포츠 브랜드였던 액티브 농구화 등도 많은 사랑을 받았다.
1993년에는 NBA 농구선수 패트릭 유잉이 유잉 어슬레틱스 농구화 홍보차 내한하기도 하였다.
셋째, 만화 슬램덩크와 드라마 마지막 승부가 많은 사랑을 받았다. 허무영의 농구만화 헝그리 베스트 파이브가 극장용 애니메이션으로 제작되기도 하였는데 고려대 농구팀이 주제곡을 불렀다.

## 2015년 참가팀

### 남자부
| A조        | B조        | C조        |
| ---------- | ---------- | ---------- |
| 연세대학교 | 고려대학교 | 신협 상무  |
| 명지대학교 | 중앙대학교 | 건국대학교 |
| 조선대학교 | 단국대학교 | 동국대학교 |
| 한양대학교 | 상명대학교 |            |

### 남자2부
| A조        | B조            |
| ---------- | -------------- |
| 초당대학교 | 목포대학교     |
| 울산대학교 | 우석대학교     |
| 서울대학교 | 한국교원대학교 |

### 여자부
| 사천시청 | 극동대학교 |
| 김천시청 | 단국대학교 |

## 역대 농구대잔치 우승팀

### 남자부 (프로농구 출범 이전)
| 시즌          | 우승팀     | 준우승팀     | 대회 MVP | 비고                              |
| ------------- | ---------- | ------------ | -------- | --------------------------------- |
| 1983~1984시즌 | 현대전자   | 삼성전자     | 이충희   |                                   |
| 1984~1985시즌 | 삼성전자   | 현대전자     | 임정명   |                                   |
| 1985~1986시즌 | 현대전자   | 중앙대학교   | 이충희   |                                   |
| 1986~1987시즌 | 현대전자   | 중앙대학교   | 박수교   |                                   |
| 1987~1988시즌 | 삼성전자   | 기아산업     | 김현준   |                                   |
| 1988~1989시즌 | 기아산업   | 현대전자     | 유재학   |                                   |
| 1989~1990시즌 | 기아산업   | 현대전자     | 한기범   |                                   |
| 1990~1991시즌 | 기아자동차 | 현대전자     | 정덕화   |                                   |
| 1991~1992시즌 | 기아자동차 | 삼성전자     | 허재     |                                   |
| 1992~1993시즌 | 기아자동차 | 삼성전자     | 강동희   |                                   |
| 1993~1994시즌 | 연세대학교 | 국군체육부대 | 서장훈   | 최초의 대학팀 우승                |
| 1994~1995시즌 | 기아자동차 | 삼성전자     | 허재     |                                   |
| 1995~1996시즌 | 기아자동차 | 국군체육부대 | 김유택   |                                   |
| 1996~1997시즌 | 연세대학교 | 국군체육부대 | 서장훈   | 프로 전향 실업팀 마지막 출전 대회 |

### 남자부 (프로농구 출범 이후)
| 시즌          | 우승팀       | 준우승팀     | 대회 MVP | 비고                            |
| ------------- | ------------ | ------------ | -------- | ------------------------------- |
| 1997~1998시즌 | 연세대학교   | 경희대학교   | 서장훈   |                                 |
| 1998시즌      | 중앙대학교   | 한양대학교   | 조우현   | 처음이자 마지막으로 프로부 존재 |
| 1999시즌      | 중앙대학교   | 연세대학교   | 김주성   |                                 |
| 2000시즌      | 중앙대학교   | 국군체육부대 | 김주성   |                                 |
| 2001~2002시즌 | 국군체육부대 | 중앙대학교   | 현주엽   | 최초의 군팀 우승                |
| 2002~2003시즌 | 연세대학교   | 국군체육부대 | 김동우   |                                 |
| 2003시즌      | 연세대학교   | 국군체육부대 | 방성윤   |                                 |
| 2004시즌      | 연세대학교   | 중앙대학교   | 전정규   |                                 |
| 2005시즌      | 국군체육부대 | 고려대학교   | 박지현   |                                 |
| 2006시즌      | 중앙대학교   | 고려대학교   | 허효진   |                                 |
| 2007시즌      | 중앙대학교   | 동국대학교   | 강병현   |                                 |
| 2008시즌      | 국군체육부대 | 건국대학교   | 양동근   |                                 |
| 2009시즌      | 국군체육부대 | 연세대학교   | 유병재   |                                 |
| 2010시즌      | 국군체육부대 | 건국대학교   | 양희종   |                                 |
| 2011시즌      | 국군체육부대 | 명지대학교   | 함지훈   |                                 |
| 2012시즌      | 고려대학교   | 국군체육부대 | 박재현   |                                 |
| 2013시즌      | 국군체육부대 | 연세대학교   | 윤호영   |                                 |
| 2014시즌      | 국군체육부대 | 경희대학교   | 이정현   |                                 |
| 2015시즌      | 신협 상무    | 고려대학교   | 김시래   | 9회 우승으로 최다 우승          |
| 2016 시즌     | 신협 상무    | 단국대학교   | 최부경   |                                 |
| 2017 시즌     | 신협 상무    | 연세대학교   | 이승현   |                                 |

### 여자부 (프로농구 출범 이전)
| 시즌          | 우승팀     | 준우승팀     | 대회 MVP | 비고                                                               |
| ------------- | ---------- | ------------ | -------- | ------------------------------------------------------------------ |
| 1983~1984시즌 | 코오롱     | 동방생명     | 김복순   |                                                                    |
| 1984~1985시즌 | 국민은행   | 한국화장품   | 공현자   |                                                                    |
| 1985~1986시즌 | 태평양화학 | 동방생명     | 차선용   |                                                                    |
| 1986~1987시즌 | 동방생명   | 국민은행     | 김화순   |                                                                    |
| 1987~1988시즌 | 동방생명   | 서울신탁은행 | 김화순   |                                                                    |
| 1988~1989시즌 | 동방생명   | 서울신탁은행 | 성정아   |                                                                    |
| 1989~1990시즌 | 국민은행   | 삼성생명     | 조문주   |                                                                    |
| 1990~1991시즌 | 삼성생명   | 국민은행     | 최경희   |                                                                    |
| 1991~1992시즌 | 삼성생명   | 국민은행     | 최경희   |                                                                    |
| 1992~1993시즌 | 삼성생명   | SKC          | 최경희   |                                                                    |
| 1993~1994시즌 | 국민은행   | 삼성생명     | 이강희   |                                                                    |
| 1994~1995시즌 | SKC        | 동방생명     | 정은순   |                                                                    |
| 1995~1996시즌 | 선경증권   | 현대산업개발 | 정선민   |                                                                    |
| 1996~1997시즌 | 삼성생명   | 국민은행     | 정은순   |                                                                    |
| 1997~1998시즌 | SK증권     | 삼성생명     | 유영주   |                                                                    |
| 1998시즌      | 삼성생명   | 현대산업개발 | 박정은   | 프로 전향전 최다 우승 (8회 우승) 프로 전향 실업팀 마지막 출전 대회 |

### 여자부 (프로농구 출범 이후)
| 시즌          | 우승팀         | 준우승팀       | 대회 MVP | 비고                   |
| ------------- | -------------- | -------------- | -------- | ---------------------- |
| 2000시즌      | 숙명여자대학교 | 성신여자대학교 |          |                        |
| 2001시즌      | 용인대학교     | 이화여자대학교 | 김성은   |                        |
| 2001~2002시즌 | 용인대학교     | 김천시청       | 김성은   |                        |
| 2002~2003시즌 | 김천시청       | 용인대학교     | 박명애   |                        |
| 2003시즌      | 김천시청       | 성신여자대학교 | 김성은   |                        |
| 2004시즌      | 김천시청       | 수원대학교     | 전지혜   |                        |
| 2005시즌      | 김천시청       | 용인대학교     | 전지혜   |                        |
| 2006시즌      | 수원대학교     | 용인대학교     | 권혜미   |                        |
| 2007시즌      | 김천시청       | 사천시청       | 김민정   |                        |
| 2008시즌      | 김천시청       | 수원대학교     | 홍정애   |                        |
| 2009시즌      | 동아백화점     | 김천시청       | 배영경   |                        |
| 2010시즌      | 김천시청       | 국일정공       | 한서윤   |                        |
| 2011시즌      | 동아백화점     | 사천시청       | 한연호   |                        |
| 2012시즌      | 사천시청       | 김천시청       | 박언주   |                        |
| 2013시즌      | 사천시청       | 김천시청       | 김향미   |                        |
| 2014시즌      | 김천시청       | 사천시청       | 박근영   |                        |
| 2015시즌      | 김천시청       | 사천시청       | 김선혜   | 9번 우승으로 최다 우승 |